# Walter R. Heinz
Walter R. Heinz (* 21. November 1939 in München) ist ein deutscher 
Sozialwissenschaftler, emeritierter Professor (seit 2004) für Soziologie und Psychologie an der Universität Bremen.

## Werdegang
Heinz hat Psychologie, Soziologie und Wissenschaftstheorie  an der Universität München studiert und als Diplom-Psychologe (1964) abgeschlossen. Mit einem Stipendium der Harkness Foundation of the Commonwealth Fund (1965–1967) setzte er sein Postgraduierten-Studium in Soziologie und Sozialpsychologie an der University of California, Berkeley und der Harvard University fort. 1969 hat er in Soziologie an der Universität Regensburg promoviert
1964/1965 war Heinz wissenschaftlicher Assistent am Institut für Soziologie der Universität München und von 1967 bis 1972 am Soziologischen Institut der Universität Regensburg. 1972 wurde er auf die Professur für Soziologie und Psychologie an der Universität Bremen berufen. Er  hat dort den Studiengang Psychologie aufgebaut, war Konrektor für Forschung (1984–1986), Sprecher des DFG-Sonderforschungsbereichs (SFB) „Statuspassagen und Risikolagen im Lebenslauf“ (1988–2001), dann Sprecher der von der VW-Stiftung geförderten „Graduate School of Social Sciences“ (GSSS) (2002–2004) an der Universität Bremen. Seit 2004 ist Heinz Senior Professor an der „Bremen International Graduate School of Social Science“ (BIGSSS).
Die wissenschaftliche Laufbahn und Reputation von Heinz ist mit Forschungsaufenthalten und Gastprofessuren in Canada (u. a. Simon Fraser University und University of British Columbia, Vancouver, BC; University of Toronto) und den USA (University of Minnesota) verbunden. Von besonderer Bedeutung war das Jahr als Deutscher Akademischer Austauschdienst (DAAD)-Visiting Chair of German and European Studies am Centre of International Studies, University of Toronto, Canada (1995/1996).
Er ist verheiratet mit der Sozialpädagogin Eva C. Heinz. Sie haben einen Sohn und eine Tochter.

## Wissenschaftsmanagement
Das Bundesministerium für Bildung und Forschung (BMBF) hat Heinz zum wissenschaftlichen Leiter (2014 und 2015) des Deutschen Zentrums für Hochschul- und Wissenschaftsforschung (DZHW) in Hannover berufen, um dessen Transformation zu einem Forschungsinstitut zu koordinieren. Von 2010 bis 2014 war Heinz Mitglied des Executive Board der Society for Longitudinal and Life Course Studies (SLLS) und von 2009 bis 2012 Mitglied des Scientific Advisory Board der School of Humanities and Social Sciences, Jacobs University Bremen. Er war Direktor des Instituts zur Erforschung Sozialer Chancen (ISO) in Köln von 1998 bis 2004.

## Forschungsschwerpunkte
Heinz hat zu Theorie der beruflichen Sozialisation und der Empirie der Berufswahl, beruflichen Entwicklung, von Karrieremustern im Kontext von Ausbildungswegen und Arbeitsmarktbedingungen wesentliche Beiträge geleistet. So hat er den Prozess der Berufsfindung untersucht und durch internationale Vergleiche zwischen Deutschland, England, den USA und Kanada den Einfluss der jeweiligen Bildungskulturen und Ausbildungsinstitutionen (Berufsbildungssystem und Hochschulwesen) auf berufliches Lernen, Persönlichkeitsentwicklung, Qualifizierungswege und Karriereziele dokumentiert.
Auf dem Gebiet der Lebenslauf- und Biografieforschung waren die Auswirkungen des sozialen Wandels auf die Verlaufsmuster männlicher, vor allem aber von weiblichen Lebensläufen in den industrialisierten Dienstleistungs- und Wissensgesellschaften im Mittelpunkt der Arbeiten von Heinz. Er hat die Theorie der Statuspassagen weiterentwickelt und mit seiner Forschungsgruppe im Sonderforschungsbereich Übergänge von einer Lebensphase zur anderen, von der Ausbildung in die Erwerbstätigkeit, vom Single zur Familiengründung, vom Beruf in den Ruhestand untersucht und die zunehmende Ambivalenz individuelle Entscheidungen in unsicheren Verhältnissen festgehalten. Welche Rolle hierbei die jeweilige Version des Sozialstaats, die Berufsstruktur und der Arbeitsmarkt spielen, wurde ebenfalls erforscht.

## Auszeichnungen
- John Bynner Distinguished Scholar Award (2023)
- Bundesverdienstkreuz 1. Klasse (2015)
- Fellow am Netherlands Institute for Advanced Study (NIAS) in the Humanities and Social Sciences (1988/1989)

## Publikationen (Auswahl)
- Hauptsache, eine Lehrstelle (mit H. Krüger, U. Rettke, E. Wachtveitl und A. Witzel) .Weinheim: Beltz 1985, 1987 (2. Aufl.)
- Theoretical Advances in Life-Course Research (Hrsg.). Weinheim: Deutscher Studien Verlag 1991, 1997 (2. Aufl.)
- Arbeit, Beruf, Lebenslauf. München: Juventa  1995
- Society and Biography (mit A.Weymann, Hrsg.)  Weinheim: Deutscher Studien Verlag 1996
- From Education to Work: Cross-National Perspectives (Hrsg.). New York: Cambridge University Press 1999
- Restructuring Work and the Life Course (mit V. Marshall, H. Krüger und A.Verma, Hrsg.). Toronto: University of Toronto Press 2001
- Social Dynamics of the Life Course: Transitions, Institutions, Interrelations (mit V. Marshall, Hrsg.). New York: Aldine De Gruyter 2003
- The Life Course Reader. Individuals and Societies across Time (mit J. Huinink und A. Weymann, Hrsg.). Frankfurt/New York: Campus 2009
- Youth Prospects in the Digital Society, with John Bynner (2021)